# Государственный переворот в Турции (1980)
Государственный переворот 1980 года, проведённый главой генерального штаба генералом Кенаном Эвреном, стал третьим переворотом в истории республики, после переворотов 1960 и 1971 годов.
1970-е были отмечены вооружёнными конфликтами между правыми и левыми и опосредованной войной между СССР и США. Для того чтобы создать повод для решающего вмешательства, турецкие военные позволили данным конфликтам разгореться, по некоторым замечаниям, военные использовали стратегию формирования общественного мнения. Впоследствии волна насилия была круто остановлена, некоторые приветствовали переворот как восстановление порядка.
Следующие три года до восстановления демократии турецкие вооружённые силы управляли страной посредством Совета национальной безопасности.
В результате переворота было арестовано от 250 до 650 тысяч человек, 517 человек приговорили к смертной казни. Всего в «чёрные списки» внесли 1 миллион 683 тысячи человек, 30 тысяч стали политическими беженцами. Были запрещены 23 677 общественных объединений, в первую очередь коммунистические, левоцентристские и курдские организации, а также все партии и профсоюзы. Перед судом предстали 400 журналистов, приговорённых в общей сложности к 3315 с половиной годам тюремного заключения.

## Предыстория
В 1975 году Бюлент Эджевит, председатель социал-демократической Республиканской народной партии сменил на посту премьер-министра председателя консервативной Партии справедливости (тур. Adalet Partisi, AP) Сулеймана Демиреля. Он образовал коалицию с Националистическим фронтом (тур. Milliyetçi Cephe), фундаменталистской Партией национального благополучия (тур. Millî Selamet Partisi, MSP) Неджметтина Эрбакана и праворадикальной националистической Партией национального действия (тур. Milliyetçi Hareket Partisi, MHP) Алпарслана Тюркеша. MHP воспользовалась возможностью, чтобы просочиться в государственные службы безопасности, что серьёзно осложнило войну, которая тлела между соперничающими группировками.
На выборах 1977 года не было победителей. Сначала Демирель продолжил поддерживать коалицию с Национальным фронтом. Но в 1978 году Эджевит смог снова прийти к власти с помощью депутатов, которые переметнулись от одной партии к другой. В 1979 Демирель снова занял пост премьер-министра. К концу 1970-х годов Турция оказалась в нестабильной ситуации: нерешённые социальные и экономические проблемы породили акции забастовок и партийный паралич политики (за шесть месяцев предшествующих перевороту Великое национальное собрание Турции не смогло избрать президента). Существующая с 1968—1969 годов пропорциональная избирательная система делала сложным создание парламентского большинства. Интересы крупных промышленников, которым принадлежали наибольшие холдинги в стране столкнулись с интересами других социальных классов, таких как мелкие промышленники, торговцы, сельская знать, помещики (причём интересы этих групп также не всегда совпадали между собой). Многочисленные реформы промышленности и сельского хозяйства, проведения которых требовали средние классы блокировались остальными. С этого времени казалось, что политики не могут противостоять растущей волне насилия в стране.
В конце 1970-х годов в Турции разразилась беспрецедентная волна политического насилия. Общая численность погибших в 1970-х оценивается в 5 тысяч, каждый день происходило около десятка убийств. Большинство членов политических организаций левого и правого толка оказалось вовлечёнными в ожесточённые схватки. Ультранационалистическая организация «Серые волки» — молодёжная организация МНР — заявила, что они поддерживают силы безопасности. Согласно данным британского журнала Searchlight magazine в 1978 году националисты произвели 3319 нападений, в результате которых 831 человек был убит, а 3121 получили ранения. В ходе судебного процесса, проводимом Военном судом Анкары против организации Devrimci Yol (Революционный путь), защитники перечислили 5388 политических убийств, предшествовавших военному перевороту. Среди жертв было 1296 правых и 2109 левых. Политическую принадлежность остальных погибших ясно определить не удалось. Наибольшую известность получили Бойня на площади Таксим (35 жертв), Бахчелиэвлерская резня (1977), резня в Кахраманмараше (1978) (100 жертв). В ходе резни в Кахраманмараше в декабре 1978 года в 14-ти провинциях (позднее в 67-и) было объявлено военное положение. Непосредственно перед переворотом военное положение было объявлено в 20 провинциях.
В июне 1979 года Эджевит получил предупреждение о надвигающемся перевороте от Нури Гюндеша из Национальной разведывательной организации (MİT). Эджевит проинформировал министра внутренних дел Ирфана Озайдынлы, а тот в свою очередь проинформировал Седата Джеласуна — одного из пяти генералов, позднее возглавивших переворот. В результате помощник заместителя главы MİT Нихат Йылдыз был понижен в должности до консула в Лондоне и был замещён своим первым заместителем.

## Переворот
11 сентября 1979 генерал Кенан Эврен направил генералу Хайдару Салтыку рапорт с вопросом, стоит ли проводить переворот, или же правительство лишь нуждается в серьёзном предупреждении. Сам доклад, в котором рекомендовалось подготовить переворот, был составлен за полгода до него и спрятан в сейфе кабинета Эврена. Сам Эврен заявлял, что кроме Салтыка только Нуреддин Эрсин был посвящён в детали будущего переворота. Утверждалось, что это была уловка со стороны Эврена, с целью прозондировать политический спектр, поскольку Салтык был близок к левым а Эрсин — к правым. Таким образом отрицательная реакция на переворот со стороны политических организаций была предупреждена.
21 декабря генералы из Военной академии собрались для обсуждения плана действий. Поводом для переворота послужила необходимость положить конец социальным конфликтам 1970-х и политической нестабильности. Генералы решили направить меморандум партийным лидерам Сулейману Демирелю и Бюленту Эджевиту через президента Фахри Корутюрка. 1 января 1980 года начальник генштаба ВС Турции генерал Кенан Эврен и командующие родами войск и жандармерией посетили президента Ф. Корутюрка и вручили ему письменный меморандум, в котором содержался призыв ко «всем конституционным организациям достичь единства, солидарности и взаимной поддержки, с тем чтобы спасти страну от всех опасностей и вывести её из тупика, в котором она находится». Если конституционные органы не выполнят содержавшихся в документе требований, говорилось, что «армия выполнит свой долг по охране и опеке республики». Партийные лидеры получили письмо неделей позже.
Во втором докладе, сделанном в марте 1980, рекомендовалось предпринять переворот без промедления, иначе догадливые нижестоящие офицеры могли соблазниться перспективой «взять дело в собственные руки». Эврен сделал только одну небольшую поправку к плану Салтыка, под названием «Bayrak Harekâtı» (Операция «Флаг»).
Переворот планировалось осуществить 11 июля 1980, но он был отложен после отказа 2 июля в вотуме доверия правительству Демиреля. Верховный военный совет (тур. Yüksek Askeri Şura), собравшийся 26 августа, предложил датой проведения переворота 12 сентября.
7 сентября 1980 Эврен и четверо высших командиров (Нуреддин Эрсин, главком сухопутных войск, Неят Тюмер, главком ВМС, Тансин Шахинкая, главком ВВС, Седат Джеласун, глава жандармерии) пришли к решению сместить гражданское правительство. 12 сентября Совет национальной безопасности, возглавляемый Эвреном, объявил по национальному телеканалу о государственном перевороте. СНБ расширил военное положение в пределах всей страны, упразднил Парламент и правительство, временно приостановил действие Конституции и запретил все политические партии и профсоюзы. Они провозгласили переворот в духе кемалистских традиций: государственного секуляризма и объединения нации, чем уже оправдывались предыдущие перевороты и представили себя как противников коммунизма, фашизма, сепаратизма и религиозного сектантства.

## Экономика
Один из наиболее наглядных эффектов переворота проявился в экономике. Перед переворотом экономика была на грани коллапса, деньги обесценились на три порядка, была полномасштабная безработица и хронический дефицит иностранной торговли. Экономические реформы периода 1980—1983 были доверены Тургуту Озалу, который был главным ответственным за экономическую политику, проводимую администрацией Демиреля с 24 января 1980. Озал поддерживал международный валютный фонд и вынудил уйти в отставку директора Центрального банка Исмаила Айдыноглу, который противостоял этому.
Стратегической целью стало интегрировать Турцию в мировую экономику с поддержкой крупного бизнеса и дать турецким компаниям возможность продвигать в мире свои товары и услуги. Месяц спустя после переворота в лондонском International Banking Review было написано: «Явное чувство надежды среди международных банкиров, что турецкий военный переворот может открыть путь для большей политической стабильности как необходимой предпосылки для оживления турецкой экономики». В ходе 1980—1983 годов курс иностранных валют оставался свободным. Поощрялись иностранные инвестиции. Осуществлялось содействие национальным компаниям, создание которых началось реформами Ататюрка в образовании совместных предприятий с иностранными компаниями. До переворота правительственный уровень вмешательства в экономику составлял 85 %, это породило снижение относительной важности государственного сектора экономики. Вскоре после переворота Турция оживила проект строительства дамбы Ататюрка и план развития юго-восточной Анатолии (проект земельной реформы, снимающей вопрос о неразвитой юго-восточной Анатолии). Проекты превратились в многоуровневую программу устойчивого социального и экономического развития региона с населением в 9 млн человек. Закрытая прежде экономика, обеспечивающая только нужды страны, получила субсидии для энергичного повышения экспорта.
Крутой рост экономики в ходе данного периода был связан с предыдущим уровнем. Валовой внутренний продукт оставался ниже, чем у большинства ближневосточных и европейских стран. Реформы породили такие непредсказуемые результаты как замораживание заработной платы, существенное уменьшение общественного сектора, политику дефляции и несколько успешных небольших девальваций.

## Судебные процессы
После переворота члены левых и правых движений попали под военные суды. За очень небольшое время было заключено около 250—650 тыс. человек. Среди арестованных 230 тыс. были осуждены, 14 тыс. лишены гражданства и 50 человек были казнены. Вдобавок тысячи людей подверглись пыткам, тысячи людей до сих пор считаются пропавшими без вести. В «чёрные списки» угодило 1 683 000 человек. Кроме бойцов, убитых в перестрелках, по крайней мере четверо заключённых были немедленно казнены сразу после переворота, это были первые казни после 1972 года. В феврале 1982 года 198 заключённых были приговорены к смертной казни. Эджевит, Демирель, Тюркеш и Эрбакан подверглись преследованиям, заключению и временно были отстранены от политики. Многие арестованные подвергались  пыткам, в том числе известные политики (например, депутат парламента от партии Эджевита Джелаль Пайдаш).
На выступлении в Муше в 1984 году по поводу казни Эрдала Эрена, коммунистического боевика, якобы 17-летнего, но по официальным данным родившегося в 1961 году, который был обвинен в убийстве турецкого солдата, Кенан Эврен сказал: «Теперь, когда я поймаю его, я отдам его под суд, и тогда я не казню его, я буду заботиться о нем всю жизнь. Я буду кормить этого предателя, который взял в руки оружие, этих солдат, которые годами проливали свою кровь за эту родину. Согласны ли вы на это?!»
После усиления активности Серых волков генерал Кенан Эврен бросил в тюрьмы сотни членов этой организации. К тому времени в Турции было около 1700 организаций Серых волков с 200 тысячами зарегистрированных членов и миллион симпатизирующих им. В обвинительном акте против MHP от мая 1981 года турецкое военное правительство обвинило 220 членов МНР и её сторонников в 694 убийствах. Эврен и его сторонники поняли, что харизматичный Тюркеш сможет перехватить у них контроль над Серыми волками, имеющими полувоенную организацию. В ходе переворота и обвинения полковника Тюркеша турецкая пресса разоблачила близкие связи MHP и сил безопасности, также как и организованную преступную деятельность при торговле наркотиками, доходы от которой шли на финансирование снабжения оружием и деятельность наёмных фашистских коммандос по всей стране.

## Конституция
В течение трёх лет организаторы переворота выпустили около 800 законов для формирования общества, управляемого военными. Они были убеждены в неработоспособности существующей Конституции, поэтому решили принять новую конституцию, включающую механизмы, предотвращающие то, что, на их взгляд, затрудняло деятельность демократии. 29 июня 1981 военная хунта назначила 160 человек в члены консультационного совета для составления новой конституции. Новая конституция провела чёткие границы и определения, такие как правила избрания президента, которые, как постановлялось, и послужили фактором возникновения переворота.
7 ноября 1982 новая конституция была вынесена на референдум, где и была одобрена 92 % голосов. 9 ноября 1982 Кенан Эврен был назначен на пост президента на следующие 7 лет.

## Послесловие
После того как новая Конституция получила одобрение на референдуме в июне 1982 года, Кенан Эврен организовал новые выборы, прошедшие 6 ноября 1982 года. Такая передача демократии критиковалась турецким учёным Эргуном Озбудуном как «наглядный случай» диктата хунты условий её ухода со сцены.
Референдум и выборы не проходили в условиях свободы и соперничества. Большое число политических лидеров эры до переворота (включая Сулеймана Демиреля, Бюлента Эджевита, Алпарслана Тюркеша и Нежметдина Эрбакана) были отстранены от участия в политике, все новые партии должны были получить одобрение Совета национальной безопасности согласно правилам участия в выборах. Только три партии, две из которых фактически были созданы хунтой, были допущены к участию в выборах.
Генеральным секретарём Совета национальной безопасности был генерал Хайдар Салтык. Он и Эврен выступали в роли сильных фигур режима, правительство возглавил отставной адмирал Бюлент Улусу, в состав правительства входили несколько офицеров в отставке и несколько гражданских помощников. Некоторые в Турции утверждают, что генерал Салтык готовил более радикальный ультраправый переворот, что стало одной из причин вынудивших генералов к действию, ввиду их уважения субординации. Затем его включили в совет, чтобы нейтрализовать.
Одной из партий, участвовавших в выборах 1983 года, стала Партия Отечества под руководством Тургута Озала. Она совмещала неолиберальную экономическую программу с консервативными социальными ценностями.
Йылдырым Акбулат стал главой Парламента. В 1991 ему на смену пришёл Месут Йылмаз. В 1983 Сулейман Демирель основал правоцентристскую Партию честного пути и вернулся к активному участию в политике.
Йылмаз упрочил контуры экономики Турции, превращая города, такие как Газиантеп, из небольших провинциальных райцентров в среднеразмерные города экономического подъёма и возродил ориентацию на Европу. Но политическая нестабильность, последовавшая за возвращением в политику многих прежде отстранённых от неё лидеров, раздробила электорат, и Партия Родины стала всё более коррумпированной. Озал, сменивший Эврена на посту президента Турции, умер от сердечного приступа в 1993 и президентом был избран Сулейман Демирель.
Правительство Озала дало возможность полицейским силам, у которых были возможности проводить разведывательную деятельность, противостоять Национальной разведывательной организации, которая к тому времени управлялась военными. Разведка полиции даже вошла в состав организаций, осуществляющих внешнюю разведку.
После переворота были собраны суды государственной безопасности согласно предписаниям статье 31-15 полевого устава армии США: действия против нерегулярных сил (переведено на турецкий в 1965 как ST 31-15: Ayaklanmaları Bastırma Harekâtı), своеобразной Библии организации «Контргерилья». Согласно старшему члену Курдской рабочей партии Селахаддину Челику переворот показал что «суды государственной безопасности есть продукт управления по специальным операциям и у них есть задача перестроить юридический процесс в соответствии с требованиями Контргерилья». Главные инструкции для судов: «не присуждать обвиняемым наказания установленные для политических преступлений, а назначать такие суровые наказания, какие установлены за убийства и прочие преступления против личности». На волне переворота было вынесено множество суровых наказаний.
Находящимся в заключении «Серым волкам» была предложена амнистия, если они согласятся сражаться с курдским меньшинством и поставленной вне закона Курдской рабочей партией на юго-востоке страны, также как и воевать с Тайной армией освобождения Армении. Затем «серых волков» послали воевать с курдскими сепаратистами. Ведомые организацией «Контргерилья» «волки» убили тысячи людей в 1980-х и также предпринимали атаки «под фальшивым флагом», нападая на деревни в форме бойцов Курдской рабочей партии, периодически насилуя и убивая людей. Эта «грязная война» повлекла за собой 37 тыс. жертв. Отставной подполковник штаба Талат Туркан, посвятивший три десятилетия разоблачению организации «Контргерилья», подтвердил, что они в июле 1972 года участвовали в нападениях, повлёкших за собой жертвы. Журналист Огуз Гювен в своей книге «Zordur Zorda Gülmek» перечислил используемые методы, включающие наказание фалакой, и погружение в нечистоты.

## Американское вмешательство
Признавая политический вакуум в Европе после Второй мировой войны, президент Гарри Трумэн сформулировал свою доктрину, чтобы предотвратить вовлечение европейских стран в советскую сферу влияния. В качестве самого «восточного антикоммунистического оплота сил Запада» Турция была особенным «стратегическим союзником в сдерживании советского коммунизма». В ходе операции «Гладио» США создали тайную полувоенную сеть, члены сети подготавливались к отражению возможного советского вторжения. Были также основаны антикоммунистические группы, чтобы ослабить коммунистическую поддержку. Название турецкой ветви в этой операции «Контргерилья» было раскрыто премьер-министром Эджевитом в 1974 году.
После Иранской революции 1979 года Вашингтон потерял своего главного союзника в регионе, в то же время согласно доктрине Картера, сформулированной 23 января 1980 года, США должны были использовать военную силу для защиты своих национальных интересов в районе Персидского залива. Турция получила значительную экономическую помощь главным образом от организации экономического сотрудничества и развития (OECD) и военную помощь от НАТО, особенно от США. В 1979—1982 годы страны OECD собрали 4 млрд долларов для экономической помощи Турции..
Для выполнения доктрины Картера Вашингтон приступил к развитию сил быстрого развёртывания (RDF), необходимых для быстрого вторжения в области вне НАТО особенно в Персидском заливе и без того, чтобы полагаться на войска НАТО. 1 октября 1979 года президент Джимми Картер объявил о создании RDF. За день до военного переворота от 12 сентября 1980 года 3 тыс. американских военных из RDF начали учения Anvil Express на турецкой территории. Незадолго до переворота старший генерал турецких ВВС совершил поездку в США. К концу 1981 года был основан турецко-американский совет по обороне (Türk-Amerikan Savunma Konseyi). Министр обороны Юмит Халук и Ричард Перл, в то время помощник министра по международной политике безопасности в новой администрации Рейгана и заместитель главы штаба Недждет Озторун приняли участие в его первом совещании от 27 апреля 1982 года. 9 октября 1982 был подписан меморандум о взаимопонимании (Mutabakat Belgesi) главное внимание было уделено расширению аэропортов для военных целей на юго-востоке Турции. Было построено несколько аэропортов в провинциях Батман, Муш, Битлис, Ван и Карс на юго-востоке страны.
Американская поддержка переворота была подтверждена резидентом ЦРУ в Анкаре Полом Хензем. После свержения правительства Хенз связался с Вашингтоном, заявив: «Наши мальчики [в Анкаре] сделали это». Это породило впечатление, что США стояли за переворотом. Хенз отверг эти измышления в интервью турецкому отеделению CNN Türk’s Manşet от июня 2003 года, но спустя два дня Мехмед Али Биранд представил запись интервью от 1997 года, где Хенз в основном подтвердил рассказ Биранда. Государственный департамент США объявил о происшедшем в ночь с 11 на 12 сентября перевороте, военные позвонили в посольство США в Анкаре, чтобы предупредить их о перевороте за час до его начала.

## В культуре
Переворот критиковался во многих турецких фильмах, сериалах и песнях, выпущенных после 1980 года.

### Фильмы
- 1986 — Sen Türkülerini Söyle (Шериф Гёрен)
- 1986 — Dikenli Yol (Zeki Alasya)
- 1986 — Prenses (Синан Четин)
- 1986 — Ses (Зеки Октен)
- 1987 — Av Zamanı (Эрден Кырал)
- 1987 — Kara Sevdalı Bulut (Muammer Özer)
- 1988 — Sis (Зюльфю Ливанели)
- 1988 — Kimlik (Melih Gülgen)
- 1989 — Bütün Kapılar Kapalıydı (Мемдух Ун)
- 1989 — Uçurtmayı Vurmasınlar (Тунч Башаран)
- 1990 — Bekle Dedim Gölgeye (Атыф Йылмаз)
- 1991 — Uzlaşma (Oğuzhan Tercan)
- 1994 — Babam Askerde (Хандан Ипекчи)
- 1995 — 80. Adım (Tomris Giritlioğlu)
- 1998 — Gülün Bittiği Yer (Исмаил Гюнеш)
- 1999 — Eylül Fırtınası (Атыф Йылмаз)
- 2000 — Coup/Darbe - A Documentary History of the Turkish Military Interventions (Documentary, Elif Savaş Felsen)
- 2004 — Vizontele Tuuba (Йылмаз Эрдоган)
- 2005 — Мой отец и мой сын (Чаган Ырмак)
- 2006 — Beynelmilel (Сырры Сюрейя Ондер)
- 2006 — Eve Dönüş (Омер Угур)
- 2007 — Zincirbozan (Атыл Инач)
- 2008 — O... Çocukları (Мурат Сарачоглу)

### Телесериалы
- 2004 — Çemberimde Gül Oya
- 2007 — Hatırla Sevgili
- 2009 — Bu Kalp Seni Unutur Mu?

### Музыка
- Джем Караджа (1992), MaNga (2006), Ayben (2008), 'Raptiye Rap Rap' (1992)
- Фикрет Кызылок 'Demirbaş' (1995)
- Grup Yorum: Büyü — (Composed in memory of Erdal Eren)
- Hasan Mutlucan, 'Yine de Şahlanıyor'
- Mor ve Ötesi, 'Darbe' (2006)
- Ozan Arif, Yaşıyor Kenan Paşa
- Ozan Arif, 'Seksenciler'
- Ozan Arif, 'Muhasebe'(12 Eylül)
- Ozan Arif, Bir İt Vardı
- Sexen, A.D. September 12th Listen
- Sexen, Censored Inc. (Album, 2009) Listen
- Сезен Аксу, 'Son Bakış' (1989)
- Suavi 'Eylül' (1996)
- Теоман и Явуз Бингёль, 'İki Çocuk' (2006)
- Оздемир Эрдоган, 'Gurbet Türküsü'